# 미셸 피에르루이
미셸 뒤비비에 피에르루이(아이티어: Michèle Duvivier Pierre-Louis, 1947년 10월 5일 ~ )는 아이티의 제12대 총리이다.2008년부터 2009년까지 아이티의 총리였다.